# Allopogon
Allopogon is een vliegengeslacht uit de familie van de roofvliegen (Asilidae).

## Soorten
- A. anomalus (Carrera, 1947)
- A. argyrocinctus (Schiner, 1867)
- A. basalis Curran, 1935
- A. castigans (Walker, 1851)
- A. equestris (Wiedemann, 1828)
- A. miles (Wiedemann, 1828)
- A. necans (Wiedemann, 1828)
- A. placidus (Wulp, 1882)
- A. tesselatus (Wiedemann, 1828)
- A. vittatus (Wiedemann, 1828)